# Daric Barton
Daric William Barton, ameriški bejzbolist, * 16. avgust 1985, Springfield, Vermont, ZDA.
Barton je poklicni igralec prve baze in trenutno član mehiške ekipe Pericos de Puebla.

## Ljubiteljska kariera
Obiskoval je srednjo šolo Marina High School v mestu Huntington Beach, Kalifornija. Kljub načelni zavezi k obiskovanju univerze Cal State Fullerton in igranju univerzitetnega bejzbola pri tamkajšnji ekipi,ga je premamil bonus milijona ameriških dolarjev ob sklenitvi pogodbe z ekipo St. Louis Cardinals.

## Poklicna kariera

### St. Louis Cardinals

#### Nižje podružnice
Barton je bil izbran z 28. izbiro v 1. krogu nabora lige MLB leta 2003 s strani ekipe St. Louis Cardinals.
Svojo poklicno pot je pričel z ekipi  Johnson City Cardinals na stopnji Rookie League v letu 2003. V 54 tekmah je odbijal s povprečjem 0,291 in zbral 4 domače teke. 
Leta 2004 je bil povišan v Peorio na stopnji Single-A. S tamkajšnjo ekipo je odigral 90 tekem in odbijal 0,313 in odbil 13 domačih tekov. Imenovan je bil v postavo najboljših v končnici lige Midwest League, na kateri je takrat igral. Slednjo je vodil v odstotku dosežene baze in bil tretji v ligi v odbijalskim povprečjem.

### Oakland Athletics
19. decembra 2004 je bil skupaj z metalcema Danom Harenom in Kikom Calerom poslan k ekipi Oakland Athletics, v St. Louis pa je v zameno odšel  Mark Mulder.
Leta 2005 je bil na seznamu Obetavnih 100 revije Baseball America bil na 32. mestu. Po tem, ko je med spomladanskim uigravanjem moral na nujno operacijo slepiča, je Barton leto začel bolj počasi, a se je pobral in končal z odbijalskim povprečjem 0,317. Večino leta je preživel na stopnji Single-A v Stocktonu, a je nekaj časa preživel tudi na stopnji Double-A v Midlandu. Prejel je povabilo na igranje na Tekmi nadobudnežev v Pittsburghu tega leta in ga tudi z veseljem sprejel.  V St. Louisu je Barton igral pretežno kot lovilec, a ga je ekipa iz Oaklanda zaradi dvomov o njegovih lovilskih sposobnostih, mogočih stranskih učinkih lovljenja na mladega odbijalca in zaradi drugih mladih in obetavnih igralcev, ki jih je ekipa takrat gojila (kot recimo Kurt Suzuki in Landon Powell), premaknila na prvo bazo.   
V letu 2006 se je ponovno pojavil na seznamu Obetavnih 100 Baseball America, tokrat kot skupno 28. in 1. v svojem klubu. Sezono je preživel na stopnji Triple-A v Sacramentu, vendar so ga poškodbe omejila na le 43 tekem in odbijalsko povprečje 0,259. 
Naslednje leto je na seznamu precej zdrsnil končal kot 67., ekipno pa ga je prehitel igralec zunanjega polja,Travis Buck, ki je bil na 50. mestu. Sezono 2007 je v Sacramentu pričel s precej težavami, saj je v aprilu odbijal z le 0,221, v maju pa 0,273, a se je junija njegovo odbijalsko povprečje na 27-ih tekmah povzpelo na 0,454, s čimer si je 11. julija prislužil imenovanje na Ekipo vseh zvezd lige Pacific Coast League.  Sezono 2007 je končal z odbijalskim povprečjem 0,293 in 9 domačimi teki v 137 tekmah. 
Po koncu sezone se je njegova ekipa uvrstila v končnico, kjer so se spoprijeli z ekipo Salt Lake Bees nižjo podružnico kluba Los Angeles Angels of Anaheim . V tej seriji je Barton odbijal z 0,550 s štirimi domači teki. Domov je poslal skupno deset tekov, njegov domači tek na 5. tekmi serije pa je bil odločilen in je ekipi iz Sacramenta tudi omogočil napredovanje. V drugem krogu se ekipi ni podružil, saj je ekipa iz Oaklanda 10. septembra prevzela skrbništvo nad njegovo pogodbo.  Večino je njegovo napredovanje v ligo MLB pred koncem sezone v Sacramentu precej presenetilo.

#### Liga MLB
V ligi MLB je Barton prvič nastopil 10. septembra 2007, na tekmi proti ekipi Seattle Mariners. V svojih prveh dveh odbijalskih nastopih je obakrat izvlekel prosti prehod na bazo, v nastopu za tem pa je odbil svoj prvi udarec v polje, in sicer za dve bazi. Štiri dni kasneje je na tekmi proti ekipi Texas Rangers odbil svoj prvi domači tek.
Sezono 2007 je zaključil z 18 tekmami z ekipo. Na vseh je dosegel bazo, najsibodi preko prostega prehoda na bazo ali udarca v polje. V teh 18 tekmah je imel odbijalsko povprečje s štirimi domačimi teki in 8 domov poslanimi teki.
V naslednji sezoni si je tako pridobil mesto v začetni postavi. V 140 tekmah je odbijal s povprečjem 0,226 in zbral 9 domačih tekov ter 47 domov poslanih tekov. Med Festivalom vseh zvezd se je vrgel v plitek bazen z vodo in se pri tem na dnu udaril v glavo. Utrpel je poškodbe vratu in moral prejeti šive na lobanji za zaustavitev krvavitve iz ureznine, ki je nastala ob dogodku. 
5. aprila 2009, dan pred prvo tekmo sezone moštva, je bil Barton poslan na stopnjo Triple-A v  Sacramento.
Sezono 2010 je Barton začel v prvi postavi ekipe,  a si že 25. aprila 2010 zlomil prst.  Istega leta je za njegovo statistično podkrepljeno odlično delo v obrambi prejel nagrado  Fielding Bible Award. Svoje moštvo je vodil v udarcih v polje (152), udarcih v polje za dve bazi (33) in lastnih tekih (79). Ameriško ligo je vodil v prostih prehodih na bazo (110) in bil v ligi MLB le za  Princem Fielderjem.
Ob pričetku sezone 2011 je bil Barton ponovno izbran za začetnega igralca na položaju prve baze, a je bil 22. junija ponovno poslan v Sacramento, priložnost v Oaklandu pa je Mark Ellis. Barton je ob trenutku odločitve imel odbijalsko povprečje 0,212 in nič domačih tekov. 
2. junija 2012 je bil naprezajoči se Barton poslan nazaj na stopnjo Triple-A.

## Igralski profil
Barton je odbijalec z visokim povprečjem in je znan po svoji potrpežljivosti pri odbijanju. V svojih petih sezonah v nižjih podružnicah je imel 313 prostih prehodov na bazo in 266 izločitev z udarci. Leta 2010 je bil eden od le dveh igralcev v ligi MLB, ki sta imela več prostih prehodov na bazo kot izločitev z udarci. Drugi je bil Albert Pujols.